# Räumlasgrund
Räumlasgrund ist ein Gemeindeteil der Stadt Schwarzenbach am Wald im Landkreis Hof (Oberfranken, Bayern). Räumlasgrund liegt in der Gemarkung Räumlas.

## Geografie
Die Einöde liegt an einem namenlosen linken Zufluss der Thiemitz. Eine Gemeindeverbindungsstraße führt nach Räumlasmühle zur Kreisstraße HO 32 (0,5 km nordwestlich) bzw. nach Räumlas (0,6 km südöstlich).

## Geschichte
Räumlasgrund gehörte zur Realgemeinde Räumlas. Gegen Ende des 18. Jahrhunderts bestand Räumlasgrund aus einem Anwesen. Die Hochgerichtsbarkeit sowie die Grundherrschaft über das Gütlein hatte das bayreuthische Verwaltungsamt Bernstein am Wald.
Von 1797 bis 1810 unterstand Räumlasgrund dem Justiz- und Kammeramt Naila. Infolge des Ersten Gemeindeedikts wurde Räumlasgrund dem 1812 gebildeten Steuerdistrikt Bernstein und der zugleich entstandenen Ruralgemeinde Räumlas zugewiesen. Am 1. April 1971 wurde Räumlasgrund nach Straßdorf eingemeindet, das am 1. Mai 1978 im Zuge der Gebietsreform in Bayern nach Schwarzenbach eingegliedert wurde.

### Einwohnerentwicklung
| Jahr      | 001861 | 001871 | 001885 |
| Einwohner | *      | 6      | 4      |
| Häuser    |        |        | 1      |
| Quelle    | [ 7 ]  | [ 8 ]  | [ 9 ]  |

## Religion
Räumlasgrund ist evangelisch-lutherisch geprägt und bis heute nach St. Michael (Bernstein am Wald) gepfarrt.